# شهر یاغی
شهر یاغی (به فرانسوی: Bronx) (به انگلیسی: Rogue City) یک فیلم اکشن و جنایی فرانسوی به کارگردانی و نویسندگی اولیویه مارشال با بازی لانیک گائوتری، استانیسلاس مرار، دیوید بل و ژان رنو است. این فیلم در ۳۰ اکتبر ۲۰۲۰ در شبکه نتفلیکس منتشر شد. 

## داستان
یک افسر پلیس وفادار است که هدف فساد در نیروی پلیس و باندهای متخاصم شده اما به هر قیمتی که شده، باید از جوخه‌اش محافظت کند…